# Hortulus Animae
Hortulus Animae (dt.: Seelengärtlein) war der lateinische Titel eines spätmittelalterlichen Gebetbuches, das auch auf Deutsch erhältlich und Anfang des 16. Jahrhunderts weit verbreitet war.
Ein früheres, vergleichbares Werk war Der Selen Würtzgart, Ulm, 1483.
Hortulus Animae wurde zuerst am 13. März 1498 in Straßburg durch Wilhelm Schaffener aus Rappoltsweiler gedruckt, eine deutsche Ausgabe erschien 1501. Spätere Auflagen enthielten Holzschnitt-Miniaturen von Hans Springinklee und Erhard Schön. Im Jahre 1907 wurde ein Faksimile einer Ausgabe im Besitz der Hofbibliothek zu Wien (Cod. Bibl. Pal. Vindobonensis. 2706, 1907) durch Friedrich Dornhöffer herausgegeben.
Hortulus Animae polonice ist die polnische Version, übersetzt durch Biernat von Lublin, gedruckt 1513 durch Florian Ungler in Krakau. Es gilt als das erste in polnischer Sprache gedruckte Werk.

## Weblink
- Catholic Encyclopedia: Hortulus Animæ (Little Garden of the Soul)